# Peter Prodromou
Peter Prodromou (Londres, Inglaterra; 14 de enero de 1969) es un ingeniero y aerodinámico británico de ascendencia grecochipriota. Actualmente trabaja como director técnico (aerodinámica) del equipo McLaren en Fórmula 1.

## Biografía
Prodromou se unió originalmente a la oficina de diseño de McLaren en 1991 y luego se convirtió en el jefe de aerodinámica del equipo. Dejó el equipo en 2006, junto a Adrian Newey, para Red Bull Racing trabajando como Jefe de Aerodinámica. A finales de 2014 se reincorporó a McLaren como ingeniero jefe. En 2017 se convirtió en director técnico del equipo, responsable de la aerodinámica. En 2023, reemplazó a James Key, ascendido al nuevo rol de Director Técnico (Aerodinámica).